# Военное дело майя
Военное дело майя — военное дело городов-государств майя.

## Формирования и тактика
Многие авторы, ссылаясь на данные Диего де Ланда о наличии в «селениях» хольканов — людей, специально предназначенных для того, чтобы идти на войну, делают особый упор на профессиональный состав войска. Также большое значение имело ополчение общинников. «А если их [хольканов] не хватало», продолжает хронист — «набирали ещё людей». Известно, что в обязанности глав ах куч кабов (управляющих кварталами селений), входил также сбор людей со своего квартала для войны «на которую шли все или большинство из них». Видимо, ополчение общинников играло большое значение, так как войны велись с октября по февраль, «потому что это не была пора заботы о посевах».
Большой вопрос представляет собой возрастная структура войска.
Войско возглавляли два «капитана». Один из них скорее всего был правителем селения — батабом. Другой военачальник — наком — избирался на три года. В его обязанности входило отправление ритуалов в праздник «побед и войны» в месяц Паш. Он же командовал воинами в битве, и с его бегством или гибелью войско превращалось в толпу дезертиров.
Перед боем воинов делили на два крыла: правое и левое. В центре войска стоял отряд, в котором находились халач-виник и главный жрец. Батаб стоял во главе хольканов и знати, а наком — во главе ополчения. Главный отряд — хольканы под началом халач-виника — стоял в центре и был вооружен щитами и копьями, а также дротиками. Пехота с двуручными деревянными мечами, вероятно, находилась в этом же отряде. Фланги занимало ополчение с накомом, вооружённое луками. Вероятно, некоторым все же выдавали стеганные доспехи из многослойных хлопковых накидок, но большинство из них были в одних набедренных повязках. За лучниками стояли копейщики. Таким образом, тактика майя была построена на максимальном использовании возможностей лучников.

## Оружие
Воины майя использовали в битвах боевые дубины, духовые трубки, ножи, копья, топоры, маканы и прочее оружие. Также использовались стрелы и листья. Лист при этом скручивался в трубку, через которую в противника пускались стрелы, зачастую с заражёнными наконечниками. Шлемы использовались майя редко, однако майя использовали в бою щиты из древесины и кожи животных.
На вооружении майя также были деревянные мечи со вставленными в них кремнёвыми лезвиями и приспособления, напоминающие пращу. Интересные приспособления, как правило, кожаные жгуты, которые зажимались пальцами или надевались на запястье руки. Работали они как вспомогательная катапульта, для более дальних бросков коротких копий (дротиков), с использованием этих приспособлений дальность полета увеличивалась в два раза.